# Stewart McKimmie
Stewart McKimmie (Aberdeen, 1962. október 27. –) skót válogatott labdarúgó.
A skót válogatott tagjaként részt vett az 1990-es világbajnokságon, illetve az 1992-es és az 1996-os Európa-bajnokságon.

## Sikerei, díjai
Aberdeen
- Skót bajnok (2): 1983–84, 1984–85
- Skót kupa (3): 1983–84, 1985–86, 1989–90
- Skót ligakupa (3): 1985–86, 1989–90, 1995–96
- UEFA-szuperkupa (1): 1983